# Arne Brustad
Arne Brustad (Oslo, 1912. április 14. – Oslo, 1987. augusztus 22.) norvég labdarúgócsatár.